# Мелитта Будашкина

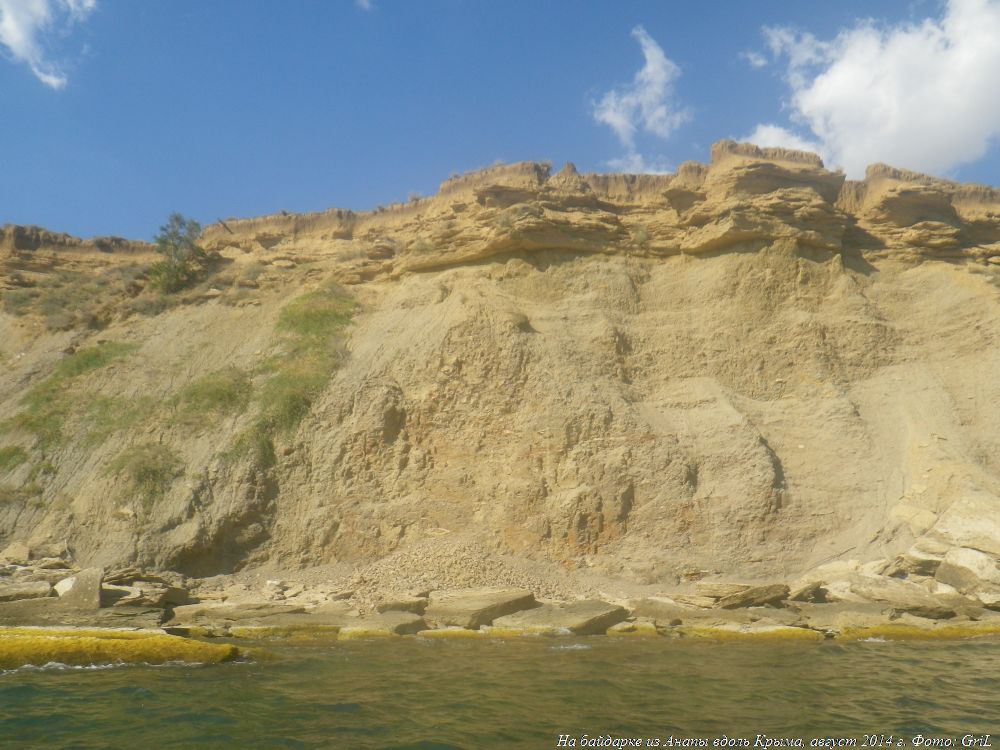
Мыс Чауда в районе которого была найдена Мелитта Будашкина.

Мелитта Будашкина (лат. Melitta budashkini) — вид пчёл из семейства Мелиттиды (Melittidae). Эндемик Крыма, включённый в Красную книгу Крыма.

## Распространение
Крым (мыс Чауда, Феодосийский залив, Керченский полуостров).

## Описание
Длина тела самцов 10,5-10,7 мм (самки 11-12 мм). Длина головы самцов 2,6 мм, ширина 3,1 мм (у самок 3,1 и 3,5 мм, соответственно). Кутикула чёрная, тело покрыто желтовато-коричневыми и желтовато-серыми волосками.
Обитают в степных участках на цветах кермека Limonium meyeri (Plumbaginaceae) и на солонечнике Linosyris villosa (Asteraceae). Активность отмечена в сентябре. Вид был обнаружен только в одном биотопе: мыс Чауда (45°00’17’’N 35°49’49’’E), Крым (Керченский полуостров, Феодосийский залив).

## Охранный статус
Вид признан МСОП редким и включен в Международную Красную книгу в статусе Data Deficient (DD) и Красную книгу Крыма.

## Систематика и этимология
Мелитта Будашкина включена в подрод Cilissa и близка к видам Melitta ezoana и Melitta sibirica. Вид был впервые описан в 2012 году энтомологами В. Г. Радченко (Институт зоологии имени И. И. Шмальгаузена НАН Украины, Киев) и С. И. Ивановым (Таврический университет имени В. И. Вернадского, Симферополь).
Видовое название дано в честь энтомолога Карадагского биологического природного заповедника Юрия Ивановича Будашкина, собравшего типовую серию.